# Weidian, Hubei
Weidian är en ort i Kina. Den ligger i provinsen Hubei, i den centrala delen av landet, omkring 87 kilometer norr om provinshuvudstaden Wuhan. Antalet invånare är 27 584. Befolkningen består av 13 441 kvinnor och 14 143 män. Barn under 15 år utgör 17,0 %, vuxna 15-64 år 73 %, och äldre över 65 år 9,0 %.
Runt Weidian är det tätbefolkat, med 459 invånare per kvadratkilometer. Närmaste större samhälle är Yudian, 15,1 km norr om Weidian. Trakten runt Weidian består till största delen av jordbruksmark.
Genomsnittlig årsnederbörd är 1 403 millimeter. Den regnigaste månaden är juli, med i genomsnitt 241 mm nederbörd, och den torraste är december, med 19 mm nederbörd.